# 100 років Національній академії наук України (монета)
«100 ро́ків Націона́льній акаде́мії нау́к Украї́ни» — ювілейна монета номіналом 5 гривень, випущена Національним банком України, присвячена багатьом поколінням учених Національної академії наук України, яка створена в листопаді 1918 року як Українська академія наук та є вищою науковою самоврядною організацією, найбільшим вітчизняним центром наукових досліджень. Учені Національної академії наук принесли на вівтар науково-технічного прогресу чимало результатів фундаментальних і прикладних досліджень світового рівня. Багате історичне минуле та потужний науковий і науково-технічний потенціал дають їй можливість бути одним із провідних наукових центрів світу, зберігати академічні традиції в організації наукових досліджень.
Монету введено в обіг 10 жовтня 2018 року. Вона належить до серії «Інші монети».

## Опис монети та характеристики
| Номінал грн. | Метал      | Маса, г | Діаметр, мм | Якість виготовлення       | Гурт     | Тираж, штук |
| ------------ | ---------- | ------- | ----------- | ------------------------- | -------- | ----------- |
| 5            | нейзильбер | 16,54   | 35,0        | спеціальний анциркулейтед | рифлений | 40 000      |

### Аверс
На аверсі монети розміщено: малий Державний Герб України (угорі ліворуч), під яким напис «УКРАЇНА», угорі праворуч — номінал: «5/ГРИВЕНЬ»; у центрі на матовому тлі написи: «ЗАКОН/ УКРАЇНСЬКОЇ/ ДЕРЖАВИ/ ПРО ЗАСНУВАННЯ/ УКРАЇНСЬКОЇ АКАДЕМІЇ НАУК/ В М. КИЄВІ/ ЗАТВЕРДЖУЮ/ ПАВЛО СКОРОПАДСЬКИЙ/ 14 ЛИСТОПАДА 1918 РОКУ М. КИЇВ», під написами факсиміле П. Скоропадського; унизу — відбиток печатки Української держави, по обидва боки від якого роки «1918» та «2018»; внизу логотип Банкнотно-монетного двору Національного банку України.

### Реверс
На реверсі монети зображено портрет Володимира Вернадського на тлі будівлі Президії Національної академії наук України, над якою написи: «НАЦІОНАЛЬНА/ АКАДЕМІЯ НАУК/ УКРАЇНИ»; унизу зображено стилізовану цифру «100», в нулі якої вписано роки: «1918» та «2018».

## Автори

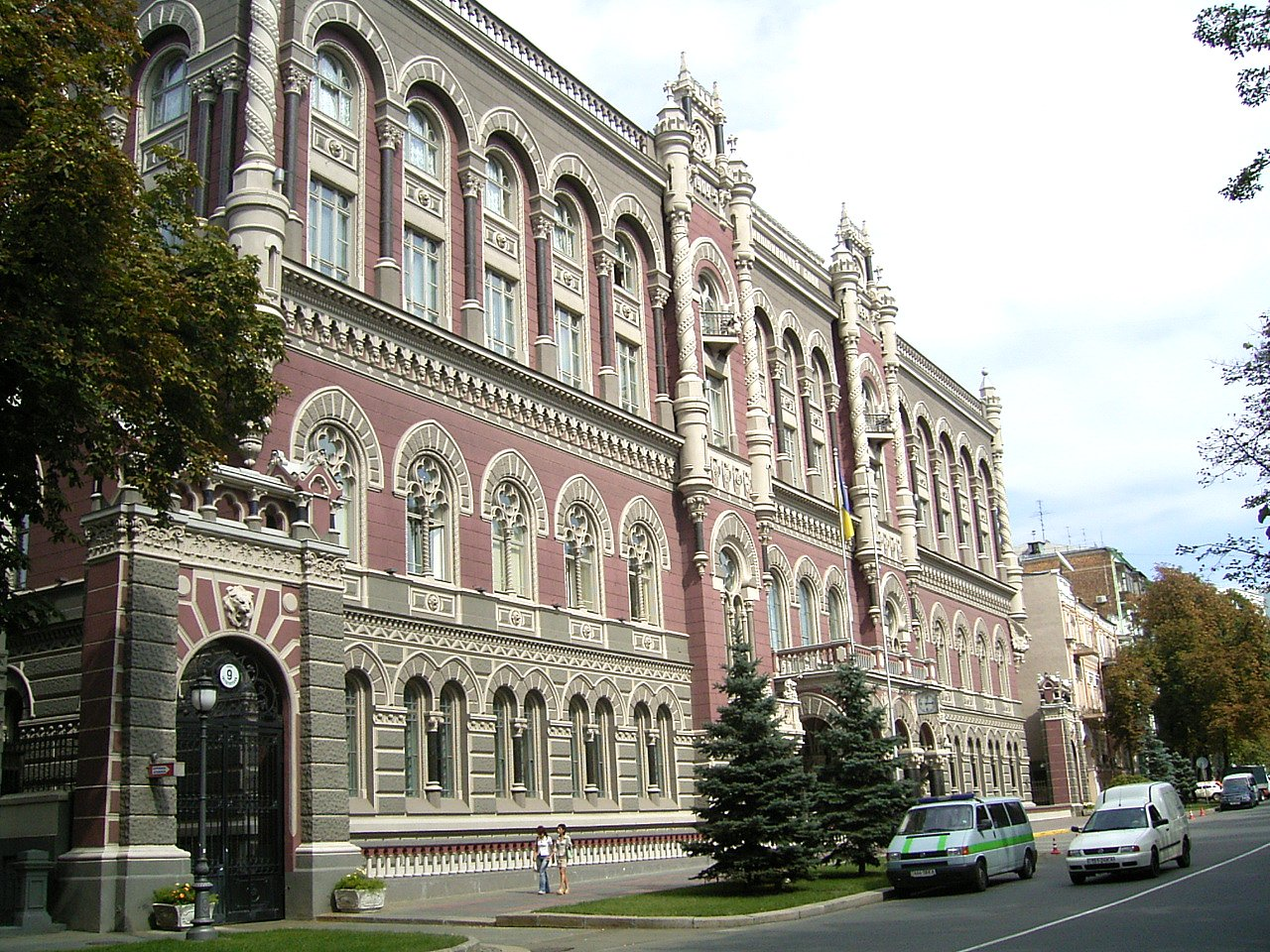
Будівля Національного банку України

- Художники: Таран Володимир, Харук Олександр, Харук Сергій (аверс); Фандікова Наталія (реверс).
- Скульптори: Дем'яненко Володимир, Іваненко Святослав.

## Вартість монети
Під час введення монети в обіг 2018 року, Національний банк України реалізовував монету через свої філії за ціною 51 гривня.
Фактична приблизна вартість монети, з роками змінювалася так:
| Рік        | 2019 | 2020 | 2021 | 2022 | 2023 | 2024 | 2025 |
| ---------- | ---- | ---- | ---- | ---- | ---- | ---- | ---- |
| Ціна, грн. | 55   | 60   | 60   | 60   | 80   | 120  | 140  |